# Wohnhaus Hafenstraße 33
Das Wohnhaus Hafenstraße 33 im niedersächsischen Nordenham im Landkreis Wesermarsch stammt vom Anfang des 20. Jahrhunderts.

Aktuell (2023) wird es als Wohnhaus genutzt.
Das Gebäude steht unter Denkmalschutz (siehe auch Liste der Baudenkmale in Nordenham).

## Beschreibung und Geschichte
Das zweigeschossige verputzte traufständige Gebäude auf Sockel mit Walm- und Satteldach, dem seitlichen Eingang mit (späterem) Vordach und dem rechten Flügel mit Fachwerk im Giebeldreieck mit sichtbaren Balkenköpfen sowie den rundbogigen (EG) und rechteckigen (OG), gerahmten Öffnungen mit Hermesköpfen im Sturz (EG) und einem geschossteilenden breiten Gesimsband bzw. Gesims, wurde wohl um 1900 gebaut. Der linke Zwischenbau zur Nr. 31a wurde wohl später angefügt. Es ähnelt den denkmalgeschützten Häusern Nr. 19, Nr. 21, Nr. 24, Nr. 27 und Nr. 35 in der Straße. Diese Häuser werden auch als Kapitänshäuser bezeichnet.
Das Landesdenkmalamt befand zur Bedeutung: „geschichtlich, städtebaulich“.